# Йохан Петер фон и цу Франкенщайн
Йохан Петер фон и цу Франкенщайн (на немски: Johann Peter Freiherr von und zu Franckenstein; * 1620; † 24 октомври 1689 в Лор ам Майн в Бавария) е фрайхер от род Франкенщайн в Оденвалд. Роднина е на Рудолф фон Франкенщайн (1523 – 1560), княз-епископ на Шпайер (1552 – 1560) и Йохан Карл фон и цу Франкенщайн (1610 – 1691), епископ на Вормс (1683 – 1691).
На 16 януари 1670 г. Йохан Петер фон и цу Франкенщайн е издигнат на фрайхер. Той купува двореца в Улщат от закъсалата фамилия на „фрайхерен фон Зекендорф“, който и днес е собственост на фамилията Франкенщайн.

## Фамилия
Йохан Петер фон и цу Франкенщайн се жени ок. 1643 г. за София Маргарета фон Баумбах (* 1615, Касел; † 1681). Те имат децата:
- Йохан Франц Ото фон и цу Франкенщайн (* 14 декември 1647, Улщат; † 10 април 1704, Ифофен), фрайхер, женен на 19 май 1676 г. за фрайин Катарина Беатрикс фон Ридхайм (* 21 март 1651, Ротенбах при Гюнцбург; † 25 ноември 1724, Улщат), внучка на Фердинанд фон Ридхайм (1543 – 1611) и Анна Шенк фон Щауфенберг († ок. 1620/1625), и дъщеря на фрайхер Георг Фердинанд фон Ридхайм (1624 – 1672) и Катарина Франциска фон Бубенхофен († 1682); имат дъщеря
- Мария Катарина фон и цу Франкенщайн (* 1650; † януари 1716), омъжена на 24 юни 1665 г. за фрайхер Йохан Филип Валдбот фон Басенхайм (* 12 февруари 1643; † 9 февруари 1681), син на фрайхер Георг Антон Валдбот фон Басенхайм († 1675) и Агата Мария фон Шьонборн († сл. 1633)